# 布雷日采市鎮

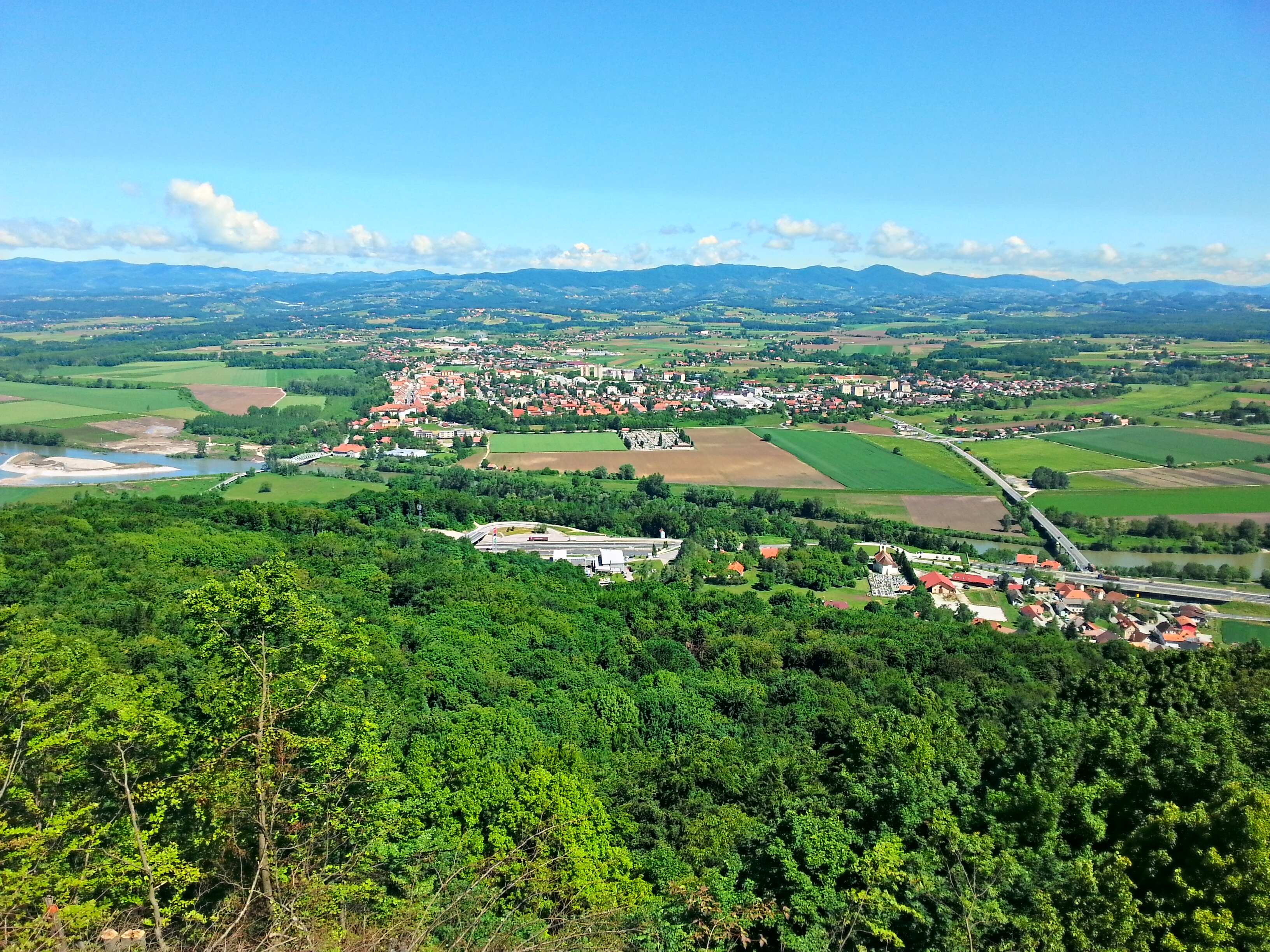
全景图

布雷日采市鎮，是斯洛文尼亞東部的一個市镇，行政中心为布雷日采。市镇面積为268平方公里，2002年人口数量为24,483人，人口密度每平方公里91人。該地區擁有豐富的溫泉資源。